# Монфор (Жер)
Монфо́р (фр. Monfort) — коммуна во Франции, находится в регионе Юг — Пиренеи. Департамент — Жер. Входит в состав кантона Мовзен. Округ коммуны — Кондом.
Код INSEE коммуны — 32269.

## География
Коммуна расположена приблизительно в 580 км к югу от Парижа, в 55 км северо-западнее Тулузы, в 26 км к северо-востоку от Оша.
На востоке коммуны протекает река Арратс.

## Климат
Климат умеренно-океанический. Лето жаркое и немного дождливое, температура часто превышает 35 °С. Зимой часто бывает отрицательная температура и ночные заморозки. Годовое количество осадков — 700—900 мм.

## Население
Население коммуны на 2010 год составляло 480 человек.
| 1962 | 1968 | 1975 | 1982 | 1990 | 1999 | 2010 |
| ---- | ---- | ---- | ---- | ---- | ---- | ---- |
| 644  | 539  | 495  | 454  | 416  | 424  | 480  |

## Администрация
| Период | Период | Фамилия       | Партия                    | Примечания |
| ------ | ------ | ------------- | ------------------------- | ---------- |
| 1965   | 1983   | Роже Каррер   |                           |            |
| 1983   | 1995   | Пьер Лаффит   |                           |            |
| 1995   | 2014   | Дени Каррер   | Союз за народное движение |            |
| 2014   | 2020   | Мартин Мартен |                           |            |

## Экономика
В 2010 году среди 276 человек трудоспособного возраста (15-64 лет) 212 были экономически активными, 64 — неактивными (показатель активности — 76,8 %, в 1999 году было 71,8 %). Из 212 активных жителей работали 187 человек (100 мужчин и 87 женщин), безработных было 25 (12 мужчин и 13 женщин). Среди 64 неактивных 11 человек были учениками или студентами, 38 — пенсионерами, 15 были неактивными по другим причинам.

## Достопримечательности
- Церковь Св. Климента (XV век). Исторический памятник с 1964 года[4]
- Часовня Св. Власия (XI—XII века)
- Замок Эсклиньяк (XV век). Исторический памятник с 1958 года[5]

## Фотогалерея
- Церковь Св. Климента
- Церковь Св. Климента
- Крытый рынок
- Фахверковый дом